# Olympische Sommerspiele 2016/Segeln – Finn Dinghy (Männer)
Die Segelregatta mit dem Finn Dinghy der Männer bei den Olympischen Sommerspielen 2016 in Rio de Janeiro wurde vom 9. bis 16. August 2016 ausgetragen.

## Titelträger
| Olympiasieger | Ben Ainslie | London 2012    |
| Weltmeister   | Giles Scott | Santander 2014 |

## Zeitplan
| ● | Regatta | ● | Medal Race |

| Datum   | August | August  | August  | August  | August  | August  | August  | August  |
| Datum   | 9. Di. | 10. Mi. | 11. Do. | 12. Fr. | 13. Sa. | 14. So. | 15. Mo. | 16. Di. |
| ------- | ------ | ------- | ------- | ------- | ------- | ------- | ------- | ------- |
| Regatta | 1/2    | 3/4     | 5/6     | frei    | 7/8     | 9/10    | frei    | ●       |

## Ergebnisse
| - † = Streichergebnis - UFD = "U" flag disqualification - BFD = "Black" flag disqualification - RDG = Redress given (Anerkannte Abhilfe) - DNF = Did not finish (Rennen nicht beendet) - DSQ = Disqualifikation - OCS = On the course side of the starting line (Falsche Position bei Start) |

| Rang | Athlet                 | Nation             | Regatta | Regatta   | Regatta | Regatta   | Regatta | Regatta   | Regatta | Regatta | Regatta | Regatta   | Regatta | Punkte | Punkte                |
| Rang | Athlet                 | Nation             | I       | II        | III     | IV        | V       | VI        | VII     | VIII    | IX      | X         | MR      | Gesamt | Mit Streich- ergebnis |
| ---- | ---------------------- | ------------------ | ------- | --------- | ------- | --------- | ------- | --------- | ------- | ------- | ------- | --------- | ------- | ------ | --------------------- |
| 1    | Giles Scott            | Großbritannien     | 17†     | 3         | 2       | 1         | 11      | 1         | 1       | 3       | 8       | 2         | 4       | 53     | 36                    |
| 2    | Vasilij Žbogar         | Slowenien          | 3       | 2         | 7       | 10        | 15†     | 9         | 5       | 4       | 9       | 8         | 12      | 83     | 68                    |
| 3    | Caleb Paine            | Vereinigte Staaten | 7       | 12        | 21†     | 3         | 14      | 2         | 17      | 7       | 10      | 4         | 2       | 97     | 76                    |
| 4    | Jorge Zarif            | Brasilien          | 4       | 8         | 11      | 22†       | 2       | 19        | 2       | 13      | 15      | 9         | 6       | 109    | 87                    |
| 5    | Ivan Kljaković Gašpić  | Kroatien           | 6       | 8         | 10      | 15†       | 8       | 8         | 4       | 10      | 2       | 13        | 20      | 104    | 89                    |
| 6    | Max Salminen           | Schweden           | 15†     | 13        | 13      | 9         | 7       | 5         | 6       | 11      | 7       | 5         | 16      | 105    | 90                    |
| 7    | Josh Junior            | Neuseeland         | 18      | 24† (DSQ) | 14      | 14        | 5       | 3         | 18      | 2       | 4       | 6         | 8       | 116    | 92                    |
| 8    | Jake Lilley            | Australien         | 16      | 24† (UFD) | 8       | 6         | 6       | 4         | 3       | 5       | 23      | 16        | 10      | 121    | 97                    |
| 9    | Facundo Olezza         | Argentinien        | 1       | 11        | 19      | 18        | 16      | 22†       | 10      | 6       | 1       | 7         | 14      | 123    | 101                   |
| 10   | Pieter-Jan Postma      | Niederlande        | 14      | 13        | 12      | 4         | 4       | 6         | 14      | 1       | 19      | 24† (DSQ) | 18      | 129    | 105                   |
| 11   | Ioannis Mitakis        | Griechenland       | 12      | 24† (DNF) | 3       | 2         | 13      | 12        | 21      | 9       | 13      | 3         | –       | 112    | 88                    |
| 12   | Zsombor Berecz         | Ungarn             | 9       | 24† (UFD) | 5       | 12        | 1       | 7         | 12      | 18      | 16      | 12        | –       | 116    | 92                    |
| 13   | Alican Kaynar          | Türkei             | 2       | 7         | 6       | 19†       | 19      | 13        | 8       | 17      | 12      | 11        | –       | 112    | 93                    |
| 14   | Jonathan Lobert        | Frankreich         | 10      | 19†       | 1       | 7         | 12      | 14        | 11      | 12      | 14      | 14        | –       | 110    | 95                    |
| 15   | Tapio Nirkko           | Finnland           | 20      | 9         | 15      | 5         | 3       | 24† (DNF) | 20      | 21      | 6       | 10        | –       | 131    | 107                   |
| 16   | Jonas Høgh-Christensen | Dänemark           | 13      | 4         | 4       | 24† (DNF) | 10      | 11        | 16      | 16      | 17      | 20        | –       | 133    | 109                   |
| 17   | Anders Pedersen        | Norwegen           | 8       | 20        | 18      | 8         | 22†     | 16        | 9       | 14      | 5       | 15        | –       | 131    | 109                   |
| 18   | Giorgio Poggi          | Italien            | 11      | 6         | 16      | 11        | 18      | 15        | 7       | 19†     | 11      | 18        | –       | 130    | 111                   |
| 19   | Alejandro Foglia       | Uruguay            | 21      | 24† (UFD) | 9       | 17        | 20      | 21        | 15      | 15      | 3       | 1         | –       | 146    | 122                   |
| 20   | Deniss Karpak          | Estland            | 5       | 18        | 17      | 20        | 23†     | 10        | 13      | 8       | 18      | 21        | –       | 149    | 126                   |
| 21   | Tom Ramshaw            | Kanada             | 19      | 15        | 22†     | 13        | 9       | 17        | 22      | 20      | 20      | 19        | –       | 173    | 151                   |
| 22   | Gong Lei               | China              | 22      | 24† (DNF) | 20      | 16        | 21      | 20        | 19      | 22      | 21      | 17        | –       | 202    | 178                   |
| 23   | Allan Julie            | Seychellen         | 23†     | 21        | 23      | 21        | 17      | 18        | 23      | 23      | 22      | 22        | –       | 213    | 190                   |